# Anumeta quatuor
Anumeta quatuor är en fjärilsart som beskrevs av Emilio Berio 1934. Anumeta quatuor ingår i släktet Anumeta och familjen nattflyn. Inga underarter finns listade i Catalogue of Life.